# Pappagalli verdi: cronache di un chirurgo di guerra
Pappagalli verdi: cronache di un chirurgo di guerra è un libro di Gino Strada pubblicato nel 1999. È una raccolta di memorie relative ai teatri di guerra dove Strada è stato impegnato con i colleghi di Emergency. Il libro non segue un preciso ordine cronologico. Si alternano vicende ambientate in Iraq, Pakistan, Ruanda, Afghanistan, Perù, Kurdistan, Etiopia, Bosnia, Angola, Cambogia, ex-Jugoslavia e Gibuti.
Il titolo dell'opera riprende il nome di un tipo di mina antiuomo di produzione sovietica, la PFM-1. Massicciamente impiegate nelle operazioni belliche - soprattutto nelle incursioni aeree - degli ultimi decenni, sono caratterizzate da una particolare "geometria ad ali" che, unitamente alla colorazione verde, induce l'osservatore ad associarle a dei volatili: di qui l'appellativo di pappagalli verdi, o anche "mine farfalla".
Gino Strada è stato un chirurgo di guerra e uno dei fondatori di Emergency. In queste pagine racconta storie, esperienze, pensieri, rimorsi e ricordi.
Narra la costruzione di ospedali destinati però a essere abbattuti a colpi di mortaio, racconta in modo commovente la storia di bimbi e adulti mutilati senza futuro in un paese di guerra, parla dei soccorsi in mezzo alle macerie e agli spari, della vita di molti colleghi e volontari che ha incontrato nel suo lungo cammino e, purtroppo, spiega la triste vicenda delle persone distrutte dalla "guerra".

## Tematiche affrontate
In questo libro la guerra viene mostrata in tutta la sua brutale atrocità. Gino Strada descrive gli effetti dei conflitti sulla popolazione civile, mostrando come le guerre lascino tracce indelebili anche dopo la loro conclusione. Ciò è reso evidente dalla presenza delle mine antiuomo, che a distanza di anni continuano a mietere vittime fra i civili innocenti.

## Incipit
Cosa vorresti fare da grande? Quando ero un ragazzino, rispondevo "il musicista" o "lo scrittore".
Ho finito col fare il chirurgo, il chirurgo di guerra per la precisione. E ho chiuso da tempo con la nostalgia e il rimpianto di non saper suonare uno strumento né scrivere un romanzo.
Così, quando mi è stato proposto questo libro, ho detto semplicemente: "Mi piacerebbe tanto, ma non ne sono capace". [...]

## Capitolo secondo
Nel secondo capitolo vengono narrate vicende che denunciano le morti causate dalle mine antiuomo. Queste sono in gran parte di produzione italiana e sono la principale causa di morte tra bambini. Durante un’operazione di disinnesco nel cimitero sopra Choman un movimento brusco causò un'esplosione, i personaggi coinvolti erano tre, un uomo e due adolescenti, erano stati trasportati d'urgenza in ospedale ma solo uno di loro era sopravvissuto. Nel secondo evento raccontato arrivò in ospedale un giovane quattordicenne che aveva calpestato una mina antiuomo mentre portava al pascolo il gregge di pecore, era in una situazione critica perciò il suo piede era stato amputato. Il giovane montanaro nelle settimane dopo l’operazione iniziò a fare fisioterapia con la speranza di tornare tra le sue amate montagne. Un'altra spiacevole storia avvenne nel villaggio di Mortka: quattro bambini giocavano tra di loro quando uno di loro inciampò in una mina italiana, la Valmara sessantanove. Per via della lontananza i bambini arrivarono all'ospedale verso la mezzanotte ma era troppo tardi, infatti tre di loro erano morti, Farhad, cinque anni, Nashat, otto anni, Rifat, sei anni. L’unico sopravvissuto era stato Bahjat, dodici anni. Tutte storie di vita e di morte quotidiana.

## Capitolo terzo
Nel terzo capitolo Gino Strada e Peter, un suo amico anestesista, stavano andando a cenare. Prima di andare decisero di passare per la Pink Ward (un grande stanzone, la più grande corsia dell’ospedale di Quetta), a vedere un malato operato la mattina stessa. Ma quando arrivarono all’ospedale qualcos’altro attirò la loro attenzione; la testa di un ragazzino era avvolta da un sacchetto di plastica gonfio, legato al collo con un tubo da fleboclisi. Peter strappò il sacchetto e chiamò aiuto, Gino sfogliò la cartella medica del ragazzo e scoprì che Mohammed, operato da loro qualche giorno prima, era rimasto cieco da un occhio e ferito dall’altro a causa di un bombardamento nel suo villaggio. Si resero poi conto che se gli avessero detto che magari un occhio era recuperabile, il ragazzino non avrebbe fatto quella scelta. Quando alla sera Strada provò ad andare a dormire non ci riuscì, ripensava a Mohammed, a quello che doveva aver passato in quei giorni al buio. Riflettendo si accorse che il ragazzo da solo non avrebbe avuto il materiale utilizzato e quindi qualcuno doveva averlo aiutato a recuperarlo; questo dubbio lo portò a fare incubi che lo tormentarono tutta la notte. Il giorno dopo arrivò l’oculista da Mohammed e disse che l’occhio, forse, tramite un’operazione poteva essere guarito, ma non ne era molto convinto. Il ragazzo fece comunque l’intervento e per questo venne trasferito in un altro ospedale.

## Capitolo quarto
Nel quarto capitolo Gino Strada inizia raccontando di come il Ruanda sia ferito a morte a causa di rivalità etniche vecchie secoli tra hutu e tutsi. Il capitolo si concentra sulla città di Kigali, una delle città più ricche dell’Africa ormai completamente in rovina. Qui avviene l’ennesimo massacro. Questo però è differente dagli altri: oltre all’esercito, alla milizia e al governo è coinvolta l’intera popolazione. I ruandesi come ipnotizzati iniziano a uccidersi tra loro, le stesse madri uccidono i figli se nati da un padre di etnia diversa, una chiesa viene bruciata perché piena di cadaveri… Gino Strada mentre si dirige a Bujumbura per fare provviste incontra un commerciante belga, Monsieur Gilbert, che è scappato qualche giorno prima da Kigali e avendo bisogno di sfogarsi si siede a un tavolo con Gino Strada ed inizia a parlare. Sembra il perfetto esempio di uno dei ruandesi ipnotizzati. Inizia il suo discorso contro i tutsi raccontando di come abbiano dominato a lungo il Ruanda con l’appoggio dei colonialisti europei diventando così la parte ricca e privilegiata della popolazione. Il commerciante continua dicendo che l’unico lavoro pubblico in cui sono ammessi gli hutu è l’insegnante, perché considerato di basso livello. Emergency arriva anche in questo territorio. Trovare un posto dove dormire per i volontari sembra impossibile perché tutto è distrutto e gli abitanti si uccidono tra loro per le poche abitazioni rimaste. Durante le ricerche lo scrittore viene riconosciuto e quindi ospitato in casa di un farmacista italiano.

## Capitolo quinto
Il quinto capitolo parla di una breve storia ambientata nel Kurdistan iracheno. La famiglia Mustafa, come tante altre famiglie curde, è stata vittima dell’esplosione di mine antiuomo, armi di cui questo territorio è ricoperto di continuo. Omar e Ashad Mustafa, padre e figlio di undici anni, hanno perso rispettivamente gli occhi e la gamba destra e da quel giorno la loro vita non è più la stessa. Il medico Gino Strada era in missione in Kurdistan e curò queste persone. Ha interagito con loro, ha fornito nuove stampelle ad Ashad e ha persino imparato qualche parola in curdo, per esempio “Har Baje”, che significa “che tu possa vivere per sempre”. Strada lavorava all’ospedale di Choman, durante la missione in quel Paese. Ashad gli fece tanta compassione, perché non poteva più tornare a correre e a vivere alcune delle poche soddisfazioni che un curdo può avere. Decise perciò di inviare un fax alla sede di Emergency, a Milano, nel quale chiedeva una possibile apertura di un reparto per protesi in quell’ospedale, per poter far tornare il sorriso a molta gente del posto. Questa era una promessa e una promessa significa prendersi un impegno, non arrendersi finché non si ha portato il lavoro a termine, ed è quello che ha fatto il medico Strada per rendere la vita dei suoi nuovi amici un po' meno un inferno.

## Capitolo settimo
Il settimo capitolo è ambientato a Quetta, capitale del Baluchistan; qui, nell'ospedale del Comitato della Croce rossa, arrivano i feriti di guerra afgana. Gino Strada non era mai stato a Quetta, perciò era molto emozionato e non sapeva nulla di quel che gli sarebbe accaduto. Quetta è in mezzo al deserto e alle montagne, è una città molto povera, dove ci sono bambini che vendono sigarette e uomini con il turbante che gridano seduti su un carretto in giro per il bazar; un insieme di vie e negozi di tutti i generi. Nel suo cammino Strada incontra due personaggi: Khalil Abdurahman e Omar. Khalil è il proprietario di un garage trasformato in piccola officina, egli raccoglie latte vuote di ogni misura, le taglia, le piega, le salda e le vernicia di mille colori… E come per magia crea degli splendidi mezzi di trasporto. Gino compra un autobus fatto da Khalil per sua figlia Cecilia. Omar invece è il proprietario di un negozietto di tè, egli racconta a Gino della sua Kabul (città che si trova nell’Afghanistan orientale), della guerra e del disastro infinito di un popolo, delle tenui speranze di pace.

## Capitolo ottavo
Il capitolo ottavo si svolge a Torino in Afghanistan, dove un vecchio afgano era nel pronto soccorso di ‘Emergency’ dove un bambino di soli 6 anni chiamato Khalil era appena stato ferito in un'esplosione a causa di una mina 'giocattolo'. Aveva la faccia e le mani coperte da abbondanti fasciature. Strada racconta che in sala operatoria tolte le bende della mano sinistra erano restate solo due dita, invece la mano destra era stata completamente dilaniata. Dopo l’operazione Mubarak, un infermiere che faceva anche da interprete, mostrò un frammento di plastica verde bruciata dall’esplosione. I vecchi li chiamano ‘Pappagalli verdi’, mine antiuomo di fabbricazione russa modello PFM-1, vengono gettate da elicotteri a bassa quota come se fossero volantini che non cadono a picco ma volteggiano nell’aria prima di cadere in una zona più vasta. Questo tipo di mina è pensato perché un bambino lo prenda in mano e, il tempo di tornare a casa a mostrarlo ai suoi amici che se lo passano mano in mano e ci giocano, esplode. Strada riflette sul fatto che coloro che producono questi ‘giocattoli’ sono persone ‘normali’ e ‘padri di famiglia’ e che sono consapevoli che andranno a finire nelle mani di bambini. Alla fine del racconto Strada narra anche la storia di Thassim un ragazzo curdo di 15 anni, cieco e senza mani a cui tramite un intervento chirurgico gli avambracci sono diventati come chele di granchio perché possa almeno afferrare gli oggetti e mangiare da solo.

## Capitolo nono
Nel nono capitolo viene raccontato l’arrivo di un’epidemia di colera in Iraq. Strada, dopo aver lavorato tutto il giorno per l’allestimento di un ospedale a Suleimania, si riposa in un bar dove incontra Auvo, medico di frontiera, che gli passa un documento riguardante alcune morti per colera nel Paese, e lo prega di fare qualcosa al riguardo. Il giorno dopo Strada è insieme a lui nell’ufficio del direttore della sanità, che li rassicura: la situazione è tenuta sotto controllo, i supposti casi di colera sono registrati solo come “diarrea grave”. Nei giorni successivi però i malati arrivano a fiumi, a tal punto che l’ospedale non è in grado di ricoverare così tante persone. Dopo alcuni giorni il dottor Nawzad, direttore generale della sanità, annuncia pubblicamente lo stato di epidemia, chiedendo ufficialmente aiuto ad Emergency. Viene scelto così un grande prato sul quale preparare un ospedale da campo: si controlla che non ci siano mine, si allestisce tutto il necessario, utilizzando anche l’aiuto di altre organizzazioni estere. L’Onu, da parte sua, non fornisce un concreto aiuto, dice Strada. L’ospedale, nominato “Falcon Hotel”, è completo e i malati vengono subito trasferiti. Dopo alcuni giorni il medico capo delle Nazioni unite ed il rappresentante della OMS fanno visita all’ospedale; propongono di recintare la città per isolarla, non permettendo a nessuno di entrare o uscire; vengono subito cacciati. Dopo sei settimane l’epidemia è sotto controllo, e il Falcon Hotel chiude i battenti, fino all’emergenza successiva.

## Capitolo decimo
Il decimo capitolo è ambientato a Kabul e parla dell’invasione dei mujaheddin nella città. La notizia dell’arrivo dei combattenti corre veloce alle dieci di mattino del 25 aprile 1992. I primi camion e carri armati arrivano, pieni di uomini armati tra cui molti giovani. Solo che in giro non c'è la folla che si aspetta di vedere Gino Strada dato che stanno sfilando i liberatori (almeno la stampa li chiama così). Più tardi arrivano gli uzbechi definiti come uomini duri e crudeli. Al tramonto si completa l’occupazione. Come ogni sera le moschee diffondono la preghiera, ma quella sera la preghiera dei muhezzin è diversa: sembra una supplica per mettere fine alla guerra e alle sofferenze degli abitanti. Il segnale per la festa della vittoria viene dato quando ormai è buio, migliaia di kalashnikov sparano creando uno spettacolo tanto fantastico quanto pericoloso dato che in quel buio Gino Strada riceve una chiamata urgente dall’ospedale: tre bambini sono gravemente feriti alla testa e a loro se ne aggiungono altri quattro nelle stesse condizioni. Ne sopravvivono solo due.

## Capitolo undicesimo
Nell’undicesimo capitolo si narra della morte di un medico di nome Jon, ragazzo di trent’anni appena sposato e subito partito per l’Afghanistan, il quale aveva il compito di attraversare le linee del fronte e prendere i feriti da poter curare nell’ospedale successivamente (cross-border operations). La notizia fu data al protagonista da tre infermiere che scoprirono che Jon mentre caricava i due casi più gravi, dalle parti di Mir Bachakot, sull’ambulanza era stato raggiunto da un mujaheddin che con una raffica di colpi di kalashnikov lo aveva immediatamente ucciso. Successivamente a causa di questo incidente vennero sospese le operazioni in quell'area già rischiosa da parecchio tempo, dove gli stranieri non erano accolti calorosamente. La stessa sera i medici si ritrovano per la cena pensando a Jon. La mattina seguente il cadavere fu portato a Peshawar, in Pakistan, e successivamente in Islanda, a casa. Nel frattempo la moglie era all’oscuro di tutto, dato che era in Africa a fare lo stesso lavoro che svolgeva il marito.

## Capitolo dodicesimo
Nel dodicesimo capitolo Gino Strada espone le domande che gli vengono rivolte in modo frequente. Lui afferma che il suo mestiere può sembrare strampalato ma che in realtà, grazie ai tg e ai giornali e visto la grande quantità di guerre che ci sono ogni anno sul pianeta, si può intuire che non è molto strano come lavoro. Poi gli fanno la domanda che gli viene sottoposta ogni volta: “Ma tu perché lo fai?”. A questa domanda però lui non sa come rispondere anche dopo dieci anni di lavoro. Alcuni suoi amici dicono che è matto ma secondo lui le loro argomentazioni non sono mai state convincenti. Gino però afferma che dopo aver ricevuto molte domande è riuscito a trovare anche delle risposte. Lui dice che questo lavoro gli piace perché ama gli imprevisti e le problematiche e che per lui tutto è un gioco molto simile agli scacchi, anche se è una sfida molto particolare è importante che quando ne finisce una ne incominci subito un’altra. Spiega che i volontari possono fare molto poco con le loro possibilità economiche e accusa anche tutte le persone che per lavarsi la coscienza puntano il dito contro chi fa qualcosa come lui. Infine afferma che il suo lavoro deve diventare un mestiere e che solo in questo modo potrebbe acquistare dignità, anche se lui lo farebbe gratis senza nessun problema.

## Capitolo tredicesimo
Il tredicesimo capitolo racconta dei feriti da mina antiuomo e della censura delle foto. Le foto infatti descrivono le azioni molto meglio delle parole, ma spesso sono troppo violente e potrebbero turbare. Quindi molte volte le immagini più autentiche non vengono mostrate. È successo che in una pubblicità Emergency abbia scelto di non inserire la foto prevista: al suo posto si trovava un’immagine nera con il seguente titolo “I medici di Emergency, quel che vedono te lo risparmiano”. I feriti, che la maggior parte delle volte sono bambini, spesso ricordano ben poco, solo di aver sentito qualcosa sotto il piede e poi un rumore assordante. In seguito si ritrovano la gamba spappolata. Come Esfandyar, un ragazzo di 12 anni che è stato vittima di una mina e non ricorda nulla. Il padre appena ha sentito il rumore è corso subito in suo soccorso, per poi trovare un mezzo di trasporto per andare in ospedale. Era messo male “braccio e gamba destra completamente spappolati, una lesione penetrante all’occhio sinistro, altre ferite al volto”.

## Capitolo quattordicesimo
Nel quattordicesimo capitolo Gino Strada racconta una realtà straziante e, fortunatamente, molto lontana da noi descrivendo gli effetti della guerra su se stesso. In termini tecnici il triage indica una scelta, una selezione. Ciò è molto complicato quando ci si trova in un ospedale da campo, in zona di guerra, con di fronte centinaia di persone sofferenti; non numeri sul computer, come avviene in occidente. Nei teatri di guerra i feriti sono tanti, cercano disperatamente aiuto, il chirurgo il più delle volte è solo ed è costretto a fare triage. Lo stesso Gino Strada si è trovato in una situazione analoga, quando, a Kabul, fu costretto, suo malgrado, a scegliere chi operare per primo tra centinaia di feriti; tra cui combattenti che per giorni avevano tenuto l’ospedale sotto tiro. Il chirurgo milanese travolto da un mix di rabbia e paura, ma senza alcuna pietà, effettuò una scelta condizionata dai suoi sentimenti: prima le donne e i bambini. Alla fine del capitolo ammette che quella scelta era dettata dalla vendetta e non dall’etica professionale di un medico.

## Capitolo quindicesimo
Nel quindicesimo capitolo è narrata la storia di tre medici che attendono di lasciare la Siria per raggiungere il Kurdistan e di come il tempo trascorre assumendo diversi significati in virtù delle circostanze in cui si trovano. Il Natale ancora in Siria a casa dell’ambasciatore inglese, tra la tensione e la noia, in attesa di ricevere l’autorizzazione a partire, convivendo con la tentazione di mollare tutto e rientrare a Milano. Poi finalmente il visto, la partenza e il viaggio con tutti i suoi imprevisti e le sue incognite. La macchina che non va bene, la riparazione, il paesaggio fatto di miseria ma anche di ricchezza come gli impianti petroliferi. Infine la consapevolezza della guerra, il timore di non farcela e infine il ricongiungimento con i propri amici.

## Capitolo sedicesimo
Nel sedicesimo capitolo Hawar e Gino Strada parlavano dei loro sospetti nei confronti delle truppe di Saddam Hussein, che si trovavano sopra la collina, pronte ad attaccare il paese. Entrambi erano però preoccupati per Emergency ma, per non turbarsi a vicenda, decisero di chiudere l’argomento. Poco tempo dopo, il Kdp (Partito democratico del Kurdistan) e gli iracheni attaccarono insieme Erbil, la capitale. La situazione era critica e Hawar decise di riunire il team per poter prendere una decisione e organizzarsi. Per i suoi compagni era disposto a fare di tutto e avrebbe messo la loro sicurezza prima della propria. Bisognava lasciare Suleimania e Hawar avrebbe accompagnato gli amici al confine iraniano. Nonostante la situazione difficile in cui si trovava, Gino Strada non aveva intenzione di abbandonare Emergency né tantomeno le persone che si trovavano all’ospedale, motivo per il quale, insieme al team, decise di rimanere in Suleimania a curare i malati e a occuparsi dei pazienti.

## Capitolo diciassettesimo
Il diciassettesimo capitolo racconta dei primi feriti che arrivano all’ospedale di Suleimania, Iraq. Jeep rivestite di fango li scaricano all’ingresso della clinica. Poco più a sud, a Halabja, si sta combattendo una guerra tra fazioni e partiti avversi. Dieci anni prima si combatteva anche nel Kurdistan la guerra tra Iran e Iraq. Queste guerre, però, portano sempre miseria e lutti per la popolazione. Poi le truppe irachene si ritirano, lasciando il piccolo villaggio vicino alle montagne. Quando Gino Strada viene a sapere della notizia, si rallegra e inizia a pensare che forse i combattimenti si sarebbero allontanati dalla città. Halabja è una città molto fertile e vicina, geograficamente, alle acque di un lago, per questo motivo, infatti, molti suoi abitanti praticano l’agricoltura. A Halabja inoltre c’è la scuola “Marzabotto” che, come la città, ha sofferto dei massacri. Nel frattempo, sul centro abitato, continuano ad arrivare decine di aerei iracheni. L’Iraq però è uno tra i paesi che ha firmato molti protocolli sul divieto dell’uso di armi chimiche e batteriologiche. Tutto è strano ad Halabja, la gente parla sottovoce, si muove lentamente e nessuno urla per strada. Gino Strada ha visitato, per la prima volta, Halabja nel 1995. Durante il suo pernottamento ha incontrato Jamil, il sindaco. Egli gli ha regalato un libro nel quale ci sono molte foto di Halabja durante la guerra. Quelle foto gli hanno mostrato il lato oscuro della città, cioè quello legato al bombardamento con i gas asfissianti da parte dell'esercito iracheno che ha fatto sì che Halabja venisse soprannominata "l’Auschwitz dei Curdi”.

## Capitolo diciottesimo
Il diciottesimo capitolo è ambientato a Kabul, Afghanistan, che si trova in guerra. Strada vi arriva in aereo e, per atterrare evitando i razzi, l’aereo scende di fretta, buttando fuori quattro flares al secondo. I flares sono dei cilindri di magnesio delle dimensioni di una bottiglia d’acqua, che bruciano a contatto con l’aria e producono calore per proteggersi dai missili. Alcuni flares arrivano al suolo integri e vengono raccolti dai bambini, che spesso gettandoli nel fuoco provocano delle grandi fiammate dalle quali vengono ustionati. Strada, seppur non sia stato a Kabul per soli cinque mesi, percepisce una grande differenza della guerra, i bombardamenti gli sembravano meno violenti l’anno precedente. Arrivato nel ghetto di Kabul, scambia due parole con Alberto Cairo, fisioterapista dell’ospedale, che gli suggerisce di andare a vedere il giornalista italiano Paolo di Giannantonio, ricoverato insieme al collega Enrico Cappozzo con una scheggia di metallo a pochi centimetri dal cervello, che si è procurato andando a filmare un mujaheddin in cima alla scala del minareto. Enrico viene operato e arrivano Ettore Mo, Franco Nerozzi, che decide di filmare l’intervento e Valerio Pellizzari. Grazie alle riprese di Nerozzi che vengono trasmesse in Italia la moglie e la figlia di Strada hanno sue notizie. Nei giorni seguenti Enrico si riprende e torna in Italia, i combattimenti cessano per trenta minuti in modo che lui possa tornare, usando l'aeroporto, che era chiuso.

## Capitolo diciannovesimo
Nel diciannovesimo capitolo Strada è a Kigali, la capitale del Ruanda, per soccorrere gli abitanti dei villaggi sottoposti dal massacro della guerra. ll capitolo inizia parlando di una ragazza sui vent’anni, Alphonsine, che è scappata da Kigali all’inizio della carneficina. Come animali lei e la sua famiglia hanno vissuto per mesi nella foresta, uscendo solo di notte per cercare cibo. Gino soccorre la ragazza, è sbalordito dalla sua bellezza: ha i capelli ricci, il viso rotondo con grandi occhi neri. Lei è felicissima di vedere il team di Emergency al suo soccorso: era riuscita finalmente a tornare nella sua casa su una collina disseminata di banani. Durante il tragitto però sono rimasti feriti in tre a causa una mina anti uomo. L’ospedale di Kigali non è molto lontano, la prima ad arrivarci è la sorella di Alphonsine, agitata e con una scheggia di bomba che le penetra il cervello. Poi arriva anche Alphonsine e Strada chiede aiuto: non c’è elettricità e il sole sta per calare, perciò occorre operare subito. Ha le gambe maciullate fino alle ginocchia, poltiglia di pelle e di muscolo che pende per una fibra. La ragazzina sta per morire, devono darle il sangue che ha perso. Senza disponibilità di sangue Strada chiede immediatamente aiuto a due soldati australiani. Due giorni dopo Alphonsine è fuori pericolo: mangia e fa tutti gli esercizi per la riabilitazione. Il capitolo finisce con Strada che prega per il suo futuro mentre la vede cantare sotto un albero di Jacaranda.

## Capitolo ventunesimo
Nel ventunesimo capitolo si parla di Addis Abeba, capitale dell’Etiopia. Si parla di questa città come di un luogo che fa paura, perché prima si può andar via meglio è. “Addis”, racconta Gino Strada, “non è di certo un posto lussuoso, tanto meno ricco, ma una landa deserta costellata da villaggi silenziosi, dove tutti stanno rinchiusi in casa per paura delle bombe.” L’Etiopia è costantemente in guerra per motivi dovuti alle diverse etnie presenti nelle varie zone. Nel nord le truppe governative di Menghistu si scontrano con l'Epfl, il fronte di liberazione eritreo, e con il Tplf, quello del Tigrai. Il Tplf ha sempre la meglio sul governo e guadagna terreno. Entrare in Etiopia è stato impossibile per molto tempo, il governo commetteva atti illegali e perché ciò non venisse scoperto, rendeva inaccessibile l’ingresso alla Croce Rossa accusandola di spionaggio o altro. Successivamente, continuando a perdere uomini e non sapendo come curarli, il governo ha pensato che fosse meglio riaprire il passaggio alla Croce Rossa. All’inizio di luglio Gino Strada si trova lungo la strada per Dessié, dove avrebbe trascorso cinque giorni. Per raggiungere la città situata in alta montagna, si attraversa il passo Mussolini, dove viene ricordata la guerra del 1935, in cui gli italiani bombardarono la città, ma “almeno costruirono strade”, così dicono gli abitanti di lì. Dessié è tanto grande quanto povera, l’ospedale puzza di urina, e respirare è impossibile a causa delle mosche. Quando Gino Strada arriva, mancano farmaci e chirurghi e i pazienti, perlopiù soldati, sono accasciati per terra, i più fortunati dentro l’ospedale, gli altri fuori sul prato.

## Capitolo ventiduesimo
Il ventiduesimo capitolo inizia con il viaggio di Gino Strada con un suo collega e amico, di nome Ezio, su un aereo proveniente da Luanda in direzione di Kuito, una città nel centro dell’Angola, caratterizzata da pali della luce storti, strade bucate da colpi di mortaio, bambini che escono dalle macerie e segnata dalla guerra tra il Mpla e l’Unità. Una volta atterrati si dirigono all’ospedale che, più che un ospedale, è un edificio a tre piani, con stanze sporche e i malati sdraiati su cartoni e con delle coperte, sommersi dalle mosche. Al piano terra si trova la cucina, caratterizzata da un falò con sopra una pentola contenente del riso, preparato dai malati che stanno meglio. Gino ed Ezio rimangono scioccati e stupiti da quello che vedono. In seguito attraversano il campo profughi, formato da centinaia di tende bianche, bambini che vanno ovunque e persone arrivate da Sud che, scappate dalla guerra, hanno percorso centinaia di chilometri per arrivare in questa città e nel “centro di riabilitazione”.

## Capitolo ventitreesimo
Nel ventitreesimo capitolo Gino Strada e i suoi collaboratori raggiungono l’Angola accompagnati da Marcus, un ex militare, sul suo fuori strada. Più ci si allontana da Luanda, la capitale, più aumenta la povertà, si vive in baracche messe insieme con quel che si trova e ammassate le une alle altre. Gino Strada va a visitare il centro di riabilitazione più importante del Paese, che si mostra pulito, decoroso e attrezzato di parcheggi, laboratori, aule scolastiche e palestre. Inoltre il centro si occupa anche di una reintegrazione sociale per i portatori di handicap, insegnando loro un mestiere e mantenendo rapporti con le industrie per inserirli un domani nel mondo del lavoro. Il centro conta quasi seicento pazienti in cinque anni di attività e questo fa sorgere a Gino Strada una domanda immediata: sa infatti che in Angola ci sono molti più combattenti rimasti mutilati. La direttrice risponde al quesito dicendo che gli ex militari rappresentano l’ottantacinque per cento dei pazienti. È esattamente quello che pensa Strada, si trova in un’isola felice destinata solo ai cittadini di prima scelta, e per tutti gli altri? Per le madri senza gambe e i bambini resi cechi dalle esplosioni? Chi si sarebbe preoccupato del loro futuro? Strada torna allora a Luanda con una rabbia triste e dal finestrino del fuoristrada si vedono mutilati che chiedono l'elemosina e bambini soli che girovagano in cerca di qualcosa da rubare per tirare avanti.

## Capitolo ventiquattresimo
Nel ventiquattresimo capitolo Gino Strada introduce la difficoltà del rapporto con la figlia Cecilia. Si tratta infatti di un legame condizionato dal suo impegno costante per una causa che lo costringe praticamente sempre lontano da casa. Un giorno, mentre si trova a Quetta, Strada apprende dalla moglie Teresa che Cecilia ha grande nostalgia del papà. Teresa decide così di portare Cecilia in visita. Questa occasione fa riflettere Gino Strada che si sente angosciato e inadeguato rispetto all’idea di avere lasciato un vuoto così grande nella vita della bambina con la quale aveva prima della partenza un rapporto giocoso e profondo. Il viaggio si rivela però un’occasione per far comprendere a Cecilia il motivo dei lunghi periodi di lontananza del papà chirurgo e per reimpostare il rapporto in modo sincero. Appena Cecilia e la mamma arrivano a Quetta, Strada viene chiamato d’urgenza in ospedale per operare delle vittime del conflitto afgano tra cui tre bambini. Cecilia entra in sala operatoria con suo padre e assiste al lungo intervento. È però la bambina a dare una lezione al padre, preoccupato per la sua reazione di fronte al sangue. Quando termina l’intervento, Cecilia vede per il corridoio il bimbo operato a cui era stata amputata una mano e si chiede per quale ragione non stia piangendo. Ragionando con il padre insieme ricavano la spiegazione: quei bambini diversi da lei e dai suoi amici sono abituati alla morte e alla miseria che si fa routine. Per questa ragione non piangono mai.

## Capitolo venticinquesimo
Il venticinquesimo capitolo inizia poco prima del sorgere del sole quando Rosa, la padrona di casa, sveglia Gino Strada dicendo che è arrivato il dottor Julio. Julio Medina è un chirurgo peruviano, caro amico di Gino Strada. I due si sono già incontrati la sera prima: mentre stanno bevendo un caffè, ricevono una chiamata urgente in ospedale. Lì notano subito un vecchio, steso su una brandina dolorante. La diagnosi è evidente. Strada prova a spiegare al vecchio che cos’ha e di quale intervento ha bisogno, con scarsi risultati di comprensione data dalla lingua diversa. Julio riesce a comprendere che il vecchietto lo sta implorando di non essere operato. Strada, mentre prova a spiegare al vecchio che non ci sono altre alternative, viene allontanato da Julio che gli spiega che un intervento in Perù deve essere pagato e per quell’uomo questo intervento potrebbe essere la causa della sua rovina. Gino Strada e Julio decidono di andare a parlare con il direttore dell'ospedale, Ramirez. Quando i due escono dall’ufficio sono contenti. Si preparano per l'intervento, spiegando prima alla famiglia che non dovranno spendere un soldo. A intervento finito, Pedro, il vecchio, saluta e ringrazia i due medici in quechua, la sua lingua, e torna a casa appoggiandosi a uno dei suoi nipoti.

## Capitolo ventiseiesimo
Gino e il suo gruppo di chirurghi abitano in un prefabbricato sulla collina a Dessié, nell'Etiopia centrale. Quando arrivano all’ospedale all’entrata c’è un corridoio buio con brande ovunque. Davanti a loro ci sono due pazienti che pisciano tranquillamente sul muro di fianco ai loro letti. Per terra c’è di tutto, da garze a siringhe e escrementi. Curiosano un po’ nell’ospedale per poi essere chiamati dal dottor Girmay, che spiega loro come sono organizzati i reparti; sarebbe stato credibile se non lo avessero visto operare mezz’ora prima senza apparecchiature mediche adeguate. Gino chiede il programma delle operazioni del giorno ma il dottor Girmay risponde che non ci sono interventi in programma per mancanza di sangue; Gino fatica a mantenere la calma ma continua ad insistere dicendo che alcuni pazienti si potrebbero comunque operare o almeno provarci. Riesce così a convincere il dott. Girmay. Mentre Klaus, un chirurgo di Zurigo, prepara la sala operatoria, Gino parla con il Dottor Dessalegn, direttore dell'ospedale, e nota che non sa niente né di chirurgia né di medicina. Dopo una "chiacchierata" scrivono la lista operatoria del giorno e di quello successivo. Nel frattempo arriva un camion all’ospedale con una ventina di feriti provenienti da un villaggio bombardato poco più a nord. Portano in sala operatoria un ragazzo con una grande emorragia interna dovuta a una scheggia di una bomba, riescono a fermare l’emorragia ma servono i flaconi di sangue che si trovano nella sede della Croce rossa davanti. Dopo un’ora che aspettano i flaconi il ragazzo non può più essere rianimato e muore. Gino va furioso alla Croce rossa e si scandalizza quando il direttore gli dice che i flaconi sono riservati solo ai militari e che quindi delle loro richieste non importa niente. Gino se ne va furioso e scandalizzato dal modo di operare della Croce rossa in Etiopia.

## Edizioni
- Gino Strada, Pappagalli verdi. Cronache di un chirurgo di guerra, collana Serie Bianca, Feltrinelli, 1999,  pp. 160 pagg.
- Gino Strada, Pappagalli verdi. Cronache di un chirurgo di guerra, collana Universale Economica Feltrinelli, Feltrinelli, 2000,  pp. 160 pagg.